# Adullamiter
Adullamiter är ett öknamn på de brittiska liberaler (whigs) av den palmerstonska fraktionen, som 1866 motsatte sig Gladstones reformbill. Namnet uppkom genom ett infall av John Bright, som mot Edward Horsman utslungade att denne skulle ha flytt till "Adullams politiska håla" (jämför 1 Sam. 22: 1--2) och tillsammans med Robert Lowe bildat ett nytt parti på två man. Adullamiternas grupp eller "hålan" ("the cave") räknade emellertid vid omröstningen 33 man och visade sig stark nog att omöjliggöra propositionens antagande och störta Russels ministär.